# قانون أمريكي (أتعاب المحاماة)

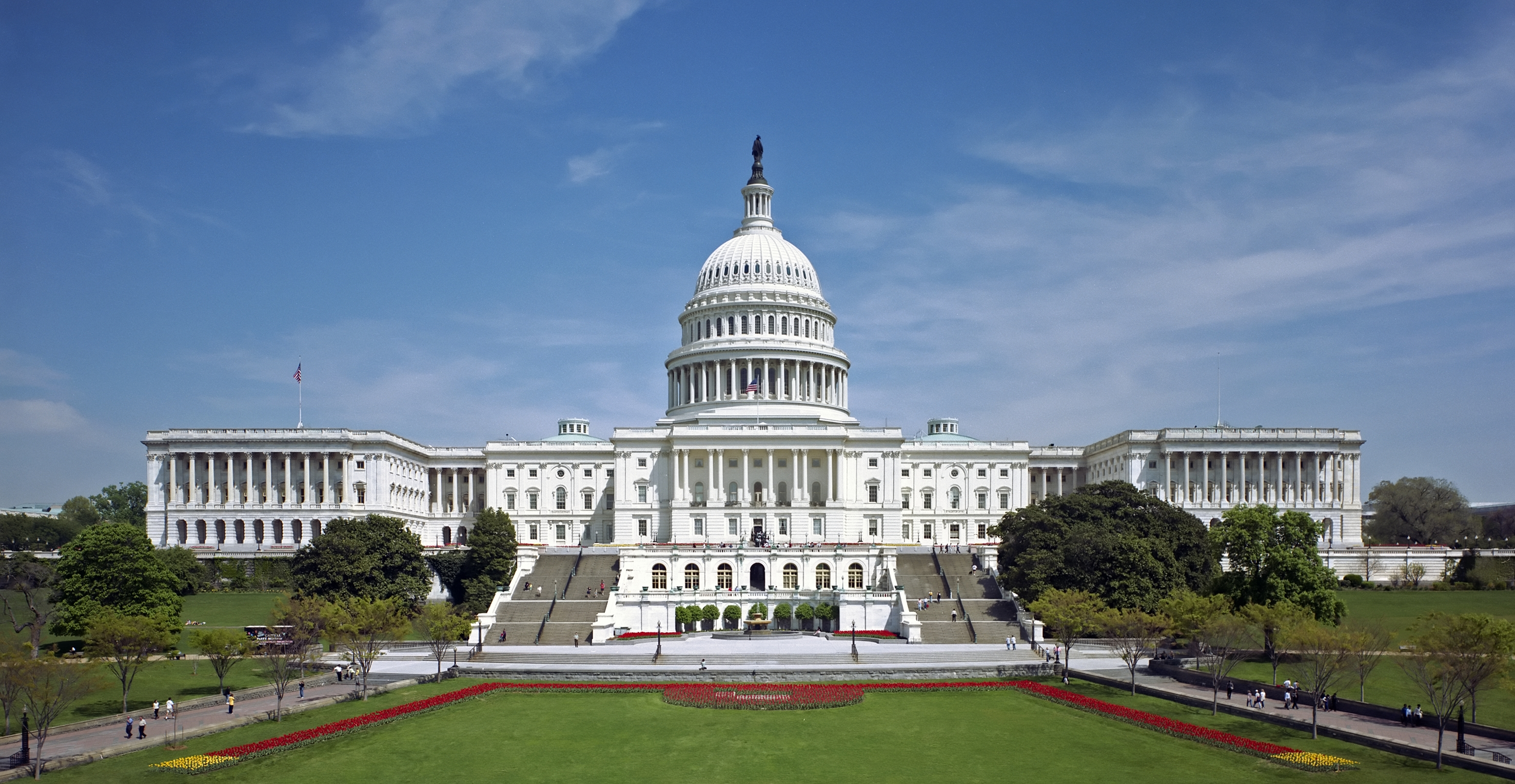
يضع أعضاء الكونغرس الأمريكي القوانين الفيدرالية وفقًا لدستور الأمة.

القاعدة الأمريكية هي قاعدة تنهجها بعض الولايات في نظام العدالة في الأمريكي تنص بموجبها وجوب دفع أتعاب المحاماة من الخصمين المتعارضين في دعوى قضائية، بغض النظر عن الفائز في القضية. حيث ينبني الأساس المنطقي للقاعدة في عدم ردع المدعي عن رفع قضية إلى المحكمة خوفًا من التكاليف الباهظة.
ومع ذلك، في البلدان التي تلتزم بالقانون العام الإنجليزي، تنص القاعدة على أن الطرف الخاسر يجب أن يدفع الرسوم القانونية للخصم الفائز.